# София Аделхайд Баварска
София Аделхайд Лудовика Мария Баварска (на немски: Sophie Adelheid Ludovika Maria Herzogin in Bayern; * 22 февруари 1875, Посенхофен на Щарнбергското езеро, Бавария; † 4 септември 1957, дворец Зеефелд, Бад Кройт, Горна Бавария) от рода Вителсбахи, е херцогиня и принцеса от Бавария и чрез женитба графиня на Тоеринг-Йетенбах.

## Биография
Тя е най-голямата дъщеря на херцог Карл Теодор Баварски (1839 – 1909) и втората му съпруга инфанта Мария-Жозе де Браганса (1857 – 1943), дъщеря на португалския крал Мигел I (1802 – 1866). Леля ѝ Елизабет (1837 – 1898) е съпруга на австрийския император Франц Йозеф I (1830 – 1916). Тя е наречена на първата съпруга на баща ѝ принцеса София Мария Саксонска.
По-малката ѝ сестра Елизабет Габриела (1876 – 1965) е омъжена от 1900 г. за крал Алберт I от Белгия.
София Аделхайд Баварска се омъжва на 26 юли 1898 г. в Мюнхен за граф Ханс Файт цу Тоеринг-Йетенбах (* 7 април 1862, Аугсбург; † 29 октомври 1929, Мюнхен), син на граф Клеменс Мария цу Тоеринг-Йетенбах-Гутенцел (1826 – 1891) и съпругата му графиня Франциска фон Паумгартен (1834 – 1894). Те имат два сина и една дъщеря.
София Аделхайд живее още ок. 28 години след съпруга си и умира на 4 септември 1957 г. на 82 години в дворец Зеефелд в Бавария.
- Посенхофен
- Дворец Зеефелд, Горна Бавария

## Деца
- Карл Теодор Клеменс (* 22 септември 1900, Винхьоринг; † 14 май 1967, Мюнхен), граф на Тоеринг-Йетенбах, баварски бизнесмен, женен на 9 януари в Мюнхен и на 10 януари 1934 г. в дворец Зеефелд за принцеса Елизабет от Гърция и Дания (* 24 май 1904; † 11 януари 1955), дъщеря на принц Николаус Гръцки (1872 – 1938) и руската велика княгиня Елена Владимировна (1882 – 1957). Тя е внучка на крал Георгиос I Гръцки и великата руска княгиня Олга Константиновна; има син и дъщеря
- Мария Жозе Антония Франциска Елизабет Габриела Гизела (* 16 юни 1902, Зеефелд; † 18 юни 1988, Бух ам Амерзее), омъжена на 9 април 1927 г. за Антон Вьорнер (* 5 февруари 1893, Ашафенбург; † 23 юли 1975, Бух ам Амерзее); има две дъщери
- Ханс Хериберт Вилхелм Файт Адолф (* 25 декември 1903, Винхьоринг; † 16 март 1977, Мурнау), граф на Тоеринг-Йетенбах, женен I. на 19 октомври 1938 г. (развод на 23 октомври 1947) за олимпийската спортистка Виктория Линдпайнтер (* 13 февруари 1918; † 29 април 1965), II. на 10 декември 1947 г. за баронес Мария Имакулата Валдбот фон Басенхайм (* 27 юли 1921, Унгария), дъщеря на ерцхерцогиня Мария Алица Австрийска-Тешен (1893 – 1962); има пет деца от втория брак.